# Iota Centauri
Iota Centauri (ι Cen, ι Centauri) é uma estrela na constelação de Centaurus. Tem uma magnitude aparente visual de 2,73, sendo visível a olho nu mesmo em áreas com bastante poluição luminosa. Com base em medições de paralaxe, está localizada a uma distância de 58,8 anos-luz (18,02 parsecs) da Terra.
O espectro de Iota Centauri corresponde a um tipo espectral de A2 V, indicando que esta é uma estrela de classe A da sequência principal, que está gerando energia pela fusão nuclear de hidrogênio em seu núcleo. Essa energia está sendo irradiada da atmosfera da estrela a uma temperatura efetiva de 8 600 K, conferindo a ela uma coloração branca. A estrela tem cerca de 2,5 vezes a massa solar e uma idade de aproximadamente 350 milhões de anos. A abundância de elementos além de hidrogênio e hélio, chamada na astronomia de metalicidade, é de apenas 35% da abundância no Sol. Um campo magnético fraco foi possivelmente identificado com uma força de −77 ± 30 G.
Iota Centauri emite excesso de radiação infravermelha, indicando a presença de um disco de detritos ao seu redor. Esse disco está localizado a um raio orbital de 6 UA da estrela e suas emissões correspondem a uma temperatura de 191 K. Com uma luminosidade de 0,00079% do valor da estrela, ele é considerado anormalmente brilhante para uma estrela dessa idade, sugerindo que possui alguma propriedade anormal ou que algum processo recente pode ter aumentado a quantidade de detritos, como colisões entre planetesimais. A massa de planetesimais no disco é estimada em 0,022 massas terrestres. Em 2011, uma busca por planetas no sistema não detectou objetos com 10-15 massas de Júpiter (MJ) a 7-18 UA da estrela e objetos com mais de 25 MJ a 5,5 UA.
Iota Centauri não possui estrelas companheiras conhecidas. É um possível membro do grupo cinemático estelar conhecido como IC 2391. Uma pesquisa de 2012 identificou 46 possíveis membros desse grupo a uma distância de até 30 pc. Essas são estrelas com movimento comum que provavelmente tiveram origem na mesma nuvem molecular há no mínimo 45 milhões de anos.